# Сомбреф
Сомбре́ф (фр. Sombreffe, валлон. Sombrefe) — коммуна в Валлонии, расположенная в провинции Намюр, округ Намюр. Принадлежит Французскому языковому сообществу Бельгии. На площади 35,78 км² проживают 7 615 человек (плотность населения — 213 чел./км²), из которых 49,00 % — мужчины и 51,00 % — женщины. Средний годовой доход на душу населения в 2003 году составлял 12 532 евро.
Почтовый код: 5140. Телефонный код: 071.